# Underwurlde
Underwurlde es un videojuego desarrollado por Tim Stamper y Chris Stamper en 1984 para ZX Spectrum, Amstrad CPC y MSX por Ultimate Play The Game, una de las compañías británicas de software de entretenimiento más prestigiosas a nivel mundial durante los 80.
Underwurlde es la segunda aventura de Sabre Man, personaje creado por la compañía y protagonista de la trilogía iniciada por Sabre Wulf y de la que Underwurlde es continuación.
Underwurlde es un juego de plataformas, de elevada dificultad, cuyo objetivo es que nuestro protagonista consigua escapar de un tenebroso castillo. Para lo cual tendrá que recorrer un extenso mapeado de 760 pantallas plagadas de enemigos y realizar precisos saltos en los que cualquier fallo supondrá una muerte segura si cae se cierta altura e incluso podrá descolgarse por cuerdas. Frente a la vista aérea del Sabre Wulf, este título utiliza una visión lateral de la acción.
En este caso el objetivo del juego consiste en escapar del castillo, para ello debemos llegar a una de las tres salidas existentes, para lo cual antes deberemos descender hasta las catacumbas del castillo y matar a uno de los 3 guardianes, los cuales solo pueden eliminarse con un arma concreta para cada uno, cuyas ubicaciones son aleatorias en cada partida.
Al alcanzar cada una de las tres salidas disponibles recibiremos un mensaje indicándonos que la aventura continua en las secuelas previstas del juego: Knight Lore,que es el que completa la trilogía, Pentagram y Mire Mare, título este último que no llegó a publicarse.
Underwurlde fue desarrollado después de Knight Lore, pero los Hermanos Stamper retrasaron la salida de este último al ser conscientes de que este juego era demasiado avanzado para la época y podía perjudicar las ventas de Underwurlde, a la vez que se daba tiempo a finalizar otro juego realizado con la técnica de Filmation (Alien 8) y evitando así que la competencia copiase esta novedosa técnica. El tiempo daría la razón a los hermanos Stamper en lo acertado de esta estrategia comercial, puesto que en 1986 Bernie Drummond y Jon Ritman publicaron en el sello Ocean Software Batman, que copiaba y perfeccionaba la técnica Filmation con gran acierto. 